# Latinización en la Unión Soviética

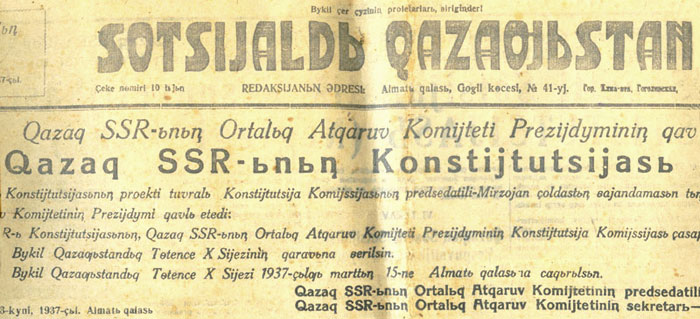
Número de 1937 del periódico kazajo Sotsijaldь Qazaƣьstan en el alfabeto latino de la RSS de Kazajistán en Almatý.

La latinización en la Unión Soviética fue una campaña en las décadas de 1920 a 1930, cuyo objetivo era reemplazar los sistemas de escritura tradicionales para varios idiomas de la Unión Soviética por sistemas de escritura basados en el latín o desarrollar aquellos para idiomas previamente escritos.

## Historia

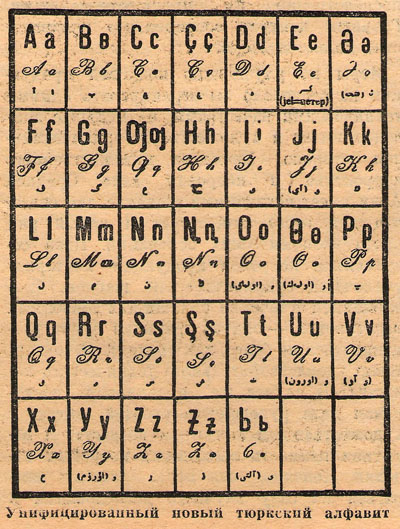
Nuevo alfabeto túrquico

La latinización comenzó con idiomas que usaban el alfabeto árabe.  El movimiento a favor del uso del alfabeto latino en lugar del alfabeto árabe comenzó en 1921 en Azerbaiyán y el Cáucaso del Norte (Ingusetia, Osetia del Norte y Kabardia). El primer congreso de turcólogos se celebró en marzo de 1926 en Bakú, donde los representantes de las naciones túrquicas decidieron considerar la posibilidad de aplicar la experiencia de Azerbaiyán en otras repúblicas soviéticas y regiones autónomas, con la participación de eruditos de Leningrado y Moscú en lenguas túrquicas. Para guiar este trabajo se creó el Comité Central del Nuevo Alfabeto Túrquico (Vsesoiuzny tsentralny komitet nóvogo tiúrkskogo alfavita, abreviado como VTsKNTA). En la primera reunión plenaria de dicho Comité Central, celebrada en Bakú en 1927, se adoptó un nuevo alfabeto túrquico de 34 letras (jaꞑalif), con caracteres adicionales agregados de acuerdo con los idiomas.
A fines de la década de 1930, la mayoría de los idiomas de la Unión Soviética se habían convertido al alfabeto latino.
Los alfabetos para los siguientes idiomas fueron latinizados o recreados:
- Abaza (1932)
- Abjasio (1924)
- Avar (1928)
- Adigué (1926)
- Azerbaiyano (1922)
- Altái (Turcos) (1929)
- Asirio (1930)
- Bashkir (1927)
- Baluchi (1933)
- Buriato (1929)
- Vepsio (1932)
- Judío de montaña (Juhuri) (1929)
- Darguin (1928)
- Dungano (1928)
- Judío de tayiko (Bújaro) (1929)
- Ingrio (1932)
- Ingusetio (1923)
- Itelmen (1931)
- Cabardino (1923)
- Kazajo (1928)
- Calmuco (1930)
- Karaim (1928)
- Karakalpako (1928)
- Karachái-Bálkaro (1924)
- Carelio (1931)
- Ket (1931)
- Kirguiso (1928)
- Chino (1931)
- Komi (1932)
- Komi permio (1932)
- Coriaco (1931)
- Tártaro de Crimea (1927)
- Krymchak (1928)
- Kumandin (1932)
- Cumuco (1927)
- Kurdo (1929)
- Laz (1930)
- Lak (1928)
- Lezgiano (1928)
- Mansi (1931)
- Moldavo (1932)
- Nanai (Pueblo nanai) (1931)
- Nenezo (1931)
- Nivejí (1931)
- Nogayo (1928)
- Osetio (1923)
- Persa (1930)
- Sami (1931)
- Selkup (1931)
- Tabasaro (1932)
- Tayiko (1928)
- Talish (1929)
- Tártaro (1928)
- Tat (1933)
- Turcomano (1927)
- Udegué (Pueblo udegué) (1931)
- Udí (1934)
- Uigur (1928)
- Uzbeko (1927)
- Jakasio (1929)
- Janty (1931)
- Tsajur (1934)
- Checheno (1925)
- Chucoto (Chukchi) (1931)
- Shor (1931)
- Sugní (1932)
- Evenki (1931)
- Even (1931)
- Esquimal (Naucano y Chaplino) (1931)
- Yakuto (1920)

Los siguientes idiomas fueron redactados y aprobados, pero no fueron presentados:
- Aleutiano
- Árabe
- Coreano
- Udmurto

Se desarrollaron proyectos de latinización para todos los demás alfabetos de los pueblos de la URSS.
El 8 de agosto de 1929, por decreto del Comité Ejecutivo Central de la Unión Soviética y del Consejo de Comisarios del Pueblo, titulado «Sobre el nuevo alfabeto latinizado de los pueblos de la escritura árabe de la URSS», la transición al latín recibió un estatus oficial, con la transición al nuevo alfabeto de periódicos y revistas, editoriales, instituciones educativas. Desde 1930 se inició además una nueva etapa de latinización: la transición a un nuevo alfabeto de personas de otros grupos lingüísticos.
En total, entre 1923 y 1939 se crearon alfabetos basados en el alfabeto latino para 50 de 72 idiomas escritos de la Unión Soviética. Es característico que el alfabeto latino se haya aplicado a los idiomas yakuto y komi, que contenían alfabetos cirílicos desarrollados por misioneros ortodoxos. En el caso del mari, el mordovino y el udmurto, el uso del alfabeto cirílico continuó incluso durante la máxima latinización.
Pero en 1936 comenzó una nueva campaña: la transición de todos los idiomas escritos de los pueblos soviéticos al cirílico (excepto el alemán, el georgiano, el armenio y el yidis), que esencialmente terminó en 1940. Más tarde los idiomas polaco, finlandés, letón, estonio y lituano mantuvieron el alfabeto latino, aunque hubo intentos para convertir el cirílico a finales del siglo xix y principios del xx.